# Fran Saleški Finžgar

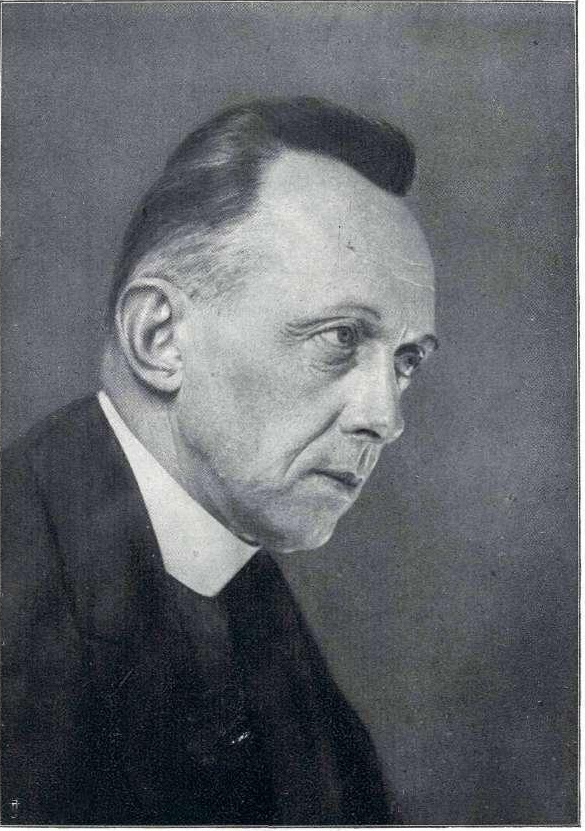
Fran Saleški Finžgar in 1921

Fran Saleški Finžgar (Doslovče, 9 februari 1871 — Ljubljana, 2 juni 1962) was een Sloveens rooms-katholiek priester, schrijver, dichter en publicist.

## Loopbaan
Finžgar geboren in Doslovče in de gemeente Žirovnica en afkomstig uit het Sloveense kroonland Krain, ging naar school in Radovljica en bezocht van 1882 tot 1891 het gymnasium in Ljubljana. In Ljubljana groeide zijn belangstelling voor de literatuur, eerste verhalen publiceerde hij in het schooljaar 1888/9 in het schoolblad "Domače vaje". In zijn in 1909 verschenen roman Študent naj bo... beschreef Finžgar deze tijd van de ontluikende literaire belangstelling en zijn verbazing over de tegenstellingen tussen het platteland en de stad. Die tegenstellingen zouden in zijn hele oeuvre een belangrijk motief zijn.
Na het gymnasium besloot Finžgar priester te willen worden, deels uit zorg voor zijn materiële toekomst. In 1894 werd hij in Ljubljana tot priester van het aartsbisdom Ljubljana gewijd en zou vervolgens dienstdoen in Jesenice, Idrija, Želimlje en het stadsdeel Trnovo in Ljubljana. Gedurende zijn hele leven was Finžgar actief als publicist. Hij schreef voor talrijke Sloveenstalige tijdschriften en werd met zijn bijdragen een prominente figuur in het culturele en politieke debat in Krain en onder de Slovenen aan het begin van de 20e eeuw.

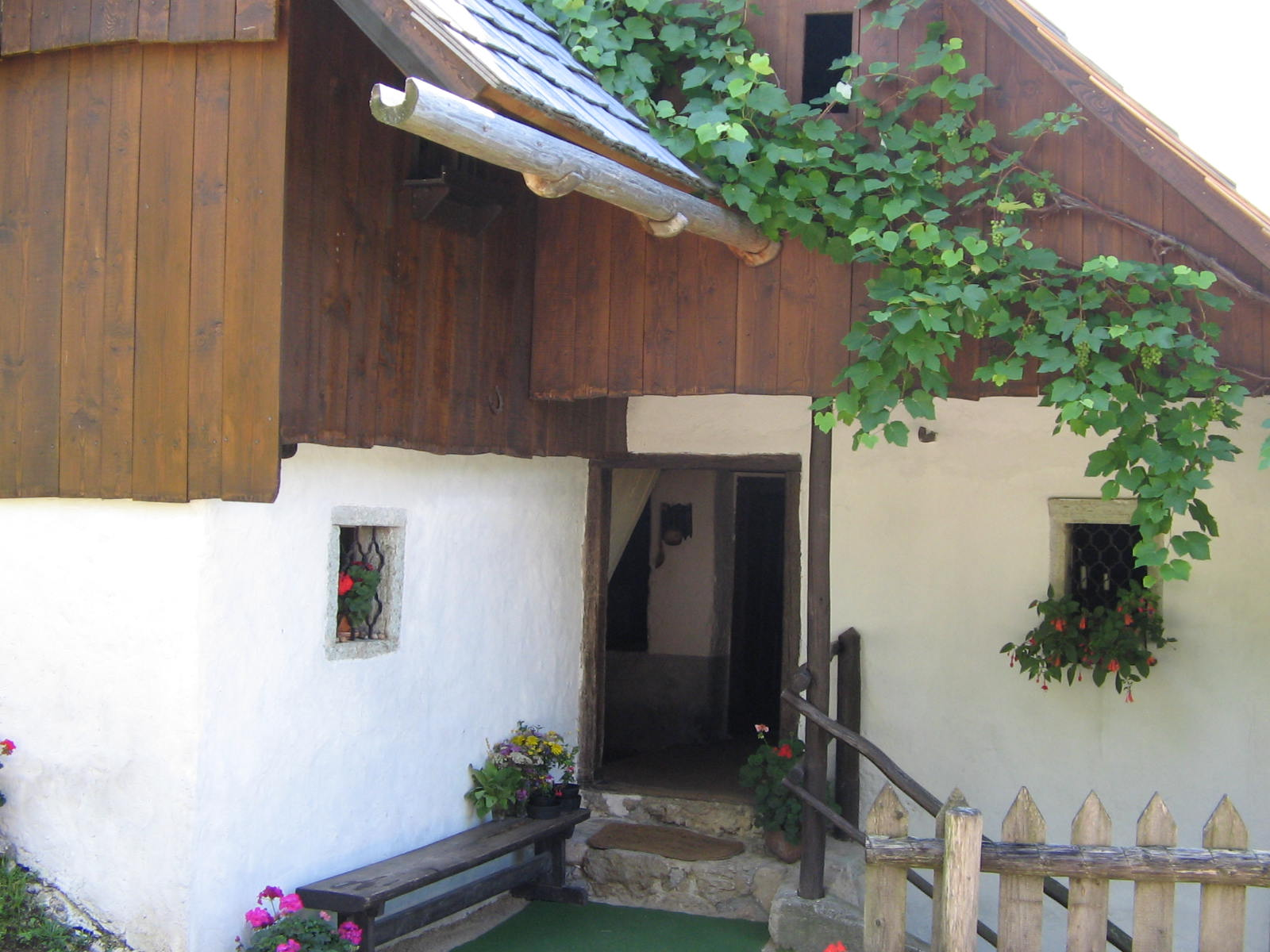
Geboortehuis van Fran Finžgar

## Zelfbeschikking en misère
De eerste helft van Finžgars leven werd in de maatschappij beheerst door twee grote vraagstukken. Enerzijds de verhouding tot de Sloveense autonomie en anderzijds de verhouding tot de industrialisering en de arbeidersbeweging. Fran Saleški Finžgar nam in het autonomievraagstuk stelling tegen het katholieke integralisme van Anton Mahnič. Mahnič vond nationale identiteit van ondergeschikt belang. Finžgar vond echter dat het recht op nationale zelfbeschikking een essentieel strijdpunt was en dat die strijd door de Rooms-Katholieke Kerk actief ondersteund moest worden. Op sociaal vlak stond Finžgar aan de zijde van de hervormers onder leiding van Janez Krek. Bij hen stond een christen-sociaal programma (invoering boerenleenbanken, loonpolitiek, recht op vakbonden e.d.) in het middelpunt, waardoor zij zich afzetten van de conservatieve lijn-Šušteršič.
Het oeuvre van Fran Saleški Finžgar omvat gedichten, drama, romans en verhalen. Een steeds terugkerend motief is de tegenstelling tussen platteland en stadsleven. Voor Finžgar was die tegenstelling een kapstok om de confrontatie tussen de traditionele levenswijze op het platteland met de sociale veranderingen te beschrijven. Zijn historische roman Pod svobodnim soncem (Onder de vrije zon) uit 1906 geldt als zijn bekendste werk. Hierin beschreef hij de strijd van Slavische stammen tegen de Byzantijnen, die als decadent en onbetrouwbaar worden neergezet. Deze roman werd populair omdat het verhaal voor een groot deel drijft op Slavisch nationalisme. Daarmee staat de roman in de traditie van de Sloveense historische vertelling, die vanaf het begin (Prešerens Krst pri Savici uit 1836) steeds in het teken van de Sloveense strijd tegen vreemde overheersing heeft gestaan.
In zijn roman Iz modernega sveta ("Uit de moderne wereld") beschreef Finžgar de misère van de industriearbeiders, die hij van dichtbij had meegemaakt toen hij priester was in het door de staalindustrie geproletariseerde Jesenice.
Mede uit Pod svobodnim soncem blijkt de invloed van Henryk Sienkiewicz (‘’ Ogniem i mieczem ‘’, Met vuur en zwaard) op Finžgar. Hij maakte daarnaast in zijn essay over moderne literatuur en het realisme van Luis Coloma gewag van de invloed van de spiritualistische en ethische houding in de romans van Luis Coloma op zijn eigen werk en denken. Van Coloma leerde Finžgar om met breuken in de harmonie (goede en kwade daden, polarisatie tussen romanpersonages) de aandacht te vestigen op de - bij Finžgar nadrukkelijk christelijke - moraal. Hij heeft dan ook steeds tot doel gehad bij lezers het juiste gevoel voor schoonheid en moraal te wekken.

## Nalatenschap
Fran Saleški Finžgar oefende met zijn realistische verteltrant invloed uit op vele schrijvers, met name Janez Jalen en Alojzij Remec. De latere auteurs Miško Kranjec, Anton Ingolič en Prežihov Voranc hebben hun maatschappijkritisch proza door Finžgars stijl laten inspireren. In de roman Sveta zemlja ("De heilige aarde") van Janko Moder is Finžgars invloed het meest merkbaar. Door tijdgenoten werd Finžgar vooral waargenomen via zijn bijdragen in de katholieke tijdschriften Dom in svet en Mladika en in het dagblad Slovenec. Zijn verhalen werden in deze bladen ook gemeten aan de verenigbaarheid van zijn werk met zijn priesterlijke ambt.

## Werk
- Gozdarjev sin, roman 1893
- Zaroka o polnoči, novelle 1894
- Deteljica, novelle 1899
- Kvišku, 1899
- Kaj bi bilo vzrok moderni novi struji pa P. L. Coloma in njegov realizem, essay 1899
- Stara in nova hiša, roman 1900
- Dovolj pokore, roman 1901
- Divji lovec, drama in vier delen, 1902
- Iz modernega sveta, roman 1904
- Dr. France Prešeren, essay 1904
- Pod svobodnim soncem - Povest davnih dedov, roman 1906/07
- Študent naj bo..., 1909
- Naša kri, drama in vier delen 1912
- Dekla Ančka, 1913
- Veriga, klucht in drie delen 1914
- Prerokovana - Beelden uit de wereldoorlog, 1915/19
- Dominsvetovci, essay 1917
- Razvalina življenja, drama in drie delen 1921
- Strici, 1927
- Ecce homo!
- Fant, ti tega ne razumes!
- Na petelina
- Gospod Hudournik, 1941
- Mirna pota, 1952
- Iz mladih dni, verhalen 1953
- Gostač Matevž, 1954
- Leta mojega popotovanja, 1957
- Sedem postnih slik
- Iveri, 1959

- Bibliothèque nationale de France: cb12155321n (data)
- CiNii: DA1716742X
- Gemeinsame Normdatei: 119293781
- International Standard Name Identifier: 0000 0001 2134 1275
- Library of Congress Control Number: n84036614
- Nationale Bibliotheek van Tsjechië: jn19990210216
- Nationale bibliotheek van Australië: 35152267
- Nationale en Universitaire bibliotheek Zagreb: 000000918
- Nederlandse Thesaurus van Auteursnamen: 132161931
- Réseau des bibliothèques de Suisse occidentale: 02-A003244214
- LIBRIS: 53383
- Système universitaire de documentation: 086045156
- Trove: 843577
- Virtual International Authority File: 56648253
- WorldCat: E39PBJvCTy6jv3C4hPFr49f8YP